# Haji’s Kitchen
Haji’s Kitchen (oftmals auch abgekürzt als Haji) ist eine amerikanische Metal-Band aus Lewisville, Texas.
Die Idee zu dem Namen entstand, nachdem der Gitarrist Eddie Head nach einer Bandprobe indisches Essen dabei hatte und der damalige Schlagzeuger Clint Barlow meinte: „Hier riecht es ja wie in Hajis Küche“.

## Geschichte

### Gründung
Die Band wurde 1993 von den Gitarristen Eddie Head und Brett Stine, dem Bassisten Derek Blakley sowie dem Schlagzeuger Clint Barlow gegründet. In Eddie Ellis fand die Band kurz darauf einen geeigneten Sänger. Nachdem die noch immer namenlose Band bereits für erste Auftritte gebucht worden war, gab es nach einer Bandprobe indisches Essen, da Eddie Head großer Fan davon war. Als Schlagzeuger Clint Barlow den Geruch des Essens wahrnahm, sagte er: „Hier riecht es ja wie in Hajis Küche“, in dessen Folge man sich auf den Namen Haji’s Kitchen einigte. Anschließend verließ Clint Barlow die Band und wurde durch Rob Stankiewicz ersetzt.
1996 erschien mit Haji’s Kitchen das selbst-betitelte Debütalbum der Band über das von Mike Varney geleitete Musiklabel Shrapnel Records, das in einer Auflage von rund 5000 Kopien veröffentlicht wurde. Anschließend spielte die Band eine Tour durch die nahe Umgebung, um ihr Album zu promoten. Nachdem die Band von ihren Fans darauf aufmerksam gemacht worden war, dass keine Kopien des Albums mehr erhältlichen waren, bat die Band ihr Label, weitere CDs zu produzieren, was dieses jedoch ablehnte, da das Risiko eines finanziellen Verlustes aus deren Sicht zu groß war. Es folgte der Austritt des Gitarristen Brett Stine, da dieser sich der Jazzmusik zuwenden wollte. Seine Position wurde durch seinen älteren Bruder Scott eingenommen. Anschließend widmeten sich die Gebrüder Stine und Rob Stankiewicz ihrer anderen Band Eniac Requiem, mit der sie 1998 ihr erstes und einziges Album Space Eternal Void veröffentlichten. Den Gesang übernahm der Musiker Derek Taylor, bei dem die Band schon 1994 bei dessen Solo-Album Dystrophy musikalisch ausgeholfen hatte.

### Veröffentlichung vonSucker Punch
Während sich die Band von ihrem Plattenlabel Shrapnel Records aufgrund der Komplikationen trennte, musste Sänger Eddie Ellis die Band verlassen und wurde durch Vincent Mullins ersetzt, nachdem Ellis bei einem Auftritt in der texanischen Stadt Lubbock nicht erschienen war. Es folgte 2001 das zweite Album der Band unter dem Namen Sucker Punch, das über das aus der Region stammenden Independent-Label M Records veröffentlicht wurde.
In der Wiederveröffentlichung des Films Dragon Ball Z – The Movie: Der legendäre Super-Saiyajin, des achten Teils der Filmreihe zur Anime-Serie Dragon Ball Z, erschienen die Lieder Lost und Day After Day als Hintergrundmusik. 2004 kursierten Gerüchte darüber, dass die Band sich in Haji umbenannt hätte. Diese Annahme dementierte die Band jedoch in einem späteren Interview, in dem es hieß, dass es nie Überlegungen gegeben hätte, den Namen der Band zu kürzen. 2005 gaben Rob Stankiewicz und Derek Blakley bekannt, mit dem Gitarristen Michael Harris, dem Keyboarder der Band Threshold Richard West und Ted Leonard, Sänger der Band Enchant, eine auf Progressive Metal ausgelegte Supergroup gegründet zu haben, die unter dem Namen Thought Chamber im Jahre 2007 das Album Angular Perceptions über das deutsche Plattenlabel Inside Out veröffentlichte.

### Neueste Entwicklungen und Veröffentlichung vonTwenty Twelve
Anfang 2010 meldete sich die Band zurück, nachdem Brett Stine wieder zur Band zurückgekehrt war, mit der Absicht noch Ende des Jahres eine EP mit sechs Songs, die zwischen der Gründung und dem zweiten Album entstanden waren, in Eigenregie zu veröffentlichen, die bis heute jedoch nie erschienen ist. Zudem rief die Band dazu auf, sich als Sänger für die Band zu bewerben, da Vincent Mullins die Band verlassen hatte. Im September 2010 verkündete die Band, in Daniel Tompkins, dem ehemaligen Mitglied der Band TesseracT, den passenden Sänger gefunden zu haben, nachdem sie diesen über das Videoportal YouTube entdeckt und ihn über das Social-Network Facebook angeschrieben hatten.
Ende 2011 veröffentlichte die Band ihr erstes Musikvideo zu dem Song Define the Line. Im Juni 2012 wurde mit Twenty Twelve das dritte Studioalbum der Band veröffentlicht. Im Gegensatz zu den vorherigen beiden Alben beschloss die Band, die Veröffentlichung unabhängig von Plattenfirmen über den auf Musiker ohne Plattenvertrag spezialisierten Online-Händler CD Baby zu vertreiben. Auf sechs von den vierzehn Liedern war die Stimme von Daniel Tompkins zu hören, dessen Lieder auch als Version ohne Gesang auf dem Album enthalten waren. Die Songtexte stammten teilweise noch von dem ehemaligen Sänger Vincent Mullins, jedoch schrieb Tompkins für einige Lieder auch seine eigenen Texte, wobei er sich mit Themen wie dem Volk der Maya beschäftigte.

## Stil
Prägend für den Stil der Band sind die immer wieder auftauchenden orientalischen Klänge, die meist mithilfe von isoliert wahrnehmbaren Gitarren-Riffs erzeugt werden.

## Diskografie
Alben
- 1996: Haji’s Kitchen (Shrapnel Records)
- 2001: Sucker Punch (M Records)
- 2012: Twenty Twelve (Eigenvertrieb)